# Раян Вайт
Раян Уейн Вайт (6 грудня 1971 , Кокомо, Індіана  — 8 квітня 1990 , Індіанаполіс ) — був американським підлітком з Кокомо, штат Індіана, обличчя якого з'явилось на плакатах щодо ВІЛ/СНІДу в США. Після виявлення діагнозу СНІДу його не прийняли до школи. Він був уражений ВІЛ-інфекцією від зараженого кров'ю фактора VIII, і після діагностування хвороби в грудні 1984 року йому прогнозували шість місяців життя. Лікарі сказали, що він не несе шкоди іншим студентам, оскільки СНІД не передається повітряним шляхом і поширюється через рідини в організмі, однак тоді хвороба була мало зрозумілою громадськості. Вайт прагнув залишитися в школі, але батьки та вчителі в окрузі Говард виступили проти цього через страх заразитися. Потім відбулось адміністративне оскарження, через яке Раян став відомим, почав сам досліджувати СНІД та вивчати публічну освіту. Раян Вайт прожив на п'ять років довше, ніж прогнозували лікарі. Помер 8 квітня 1990 року за місяць до закінчення середньої школи.
Протягом 1980-х років СНІД здебільшого вважався захворюванням серед ЛГБТ-спільноти, оскільки вперше було діагностована серед геїв. У США у засобах масової інформації акцентували на ВІЛ-інфікованих людях, серед яких були Раян, Меджік Джонсон, Артур Еш і брати Раяна. Конгрес США прийняв основний закон про СНІД, незабаром після смерті Вайта, який підписав президент Джордж Буш у серпні 1990 року. Закон двічі санкціонували. Програми Раяна Вайта найбільше забезпечують послугами людей, які живуть з ВІЛ/СНІДом у США.

## Дитинство та хвороба
Раян Вайт народився в Меморіальній лікарні Сента-Джозефа в Кокомо, штат Індіана, у Губерта Уейна та Жанни Елейн (Хейл) Вайт. Через три дні після народження лікарі діагностували гемофілію А — спадкове порушення згортання крові. Воно було пов'язане з Х-хромосомою, і це значило, що навіть що незначні травми призводять до сильної кровотечі. Щотижня йому вливали фактор VIII — продукт крові, створений з об'єднаної плазми негемофіліків.
Вайт ріс здоровою дитиною, але у грудні 1984 року захворів на пневмонію. І тоді ж під час біопсії легенів діагностували СНІД. До цього часу наукова спільнота дуже детально вивчила епідемію. Спершу HTLV-III були ідентифіковані американськими науковцями, що підтверджувало роботу французьких науковців, які називали його LAV. Тривала публічна боротьба за визначення того, кого слід визнати відкривачем ретро-вірусу людини, затримала розробку тесту, що стосувався ВІЛу. Вайт, ймовірно, заразився через фактор VIII, який був заражений ВІЛ, як і тисячі інших американців, хворих на гемофілію та гемофіліки у всьому світі. Через нещодавнє виявлення вірусу, значна частина концентрату фактора VIII вже була пошкоджена. Банки крові та фармацевтичні заборонили CDC використовувати тест на гепатит B як сурогат, поки не вдасться розробити тест на ВІЛ. Пізніше плазму перевірили та піддали термічній обробці для дезактивації ВІЛ та гепатиту. Серед хворих, які лікували згортання крові між 1979 та 1984 роками, майже 90 % заразилися ВІЛ та/або гепатитом C. При діагностуванні кількість Т-клітин знизилася до 25 (у здорової людини їхня кількість сягає 500—1200). Лікарі прогнозували, що Раян проживе лише пів року.
Після діагностування Вайт почувався погано, тому до школи не повернувся, однак на початку 1985 року його стан покращився. Мати запитувала чиновників щодо повернення Раяна до школи, та вони не дозволили. На офіційний запит також отримано відмову. Це рішення було оприлюднене 30 червня 1985 року керівником Western School Corporation Джеймсом О. Смітом. Процедура адміністративного оскарження тривала вісім місяців.

## Битва зі школами
Західна середня школа в Росіївілл зіткнулася з величезним тиском з боку батьків і викладачів, які були проти навчання Вайта у школі. Керівники шкіл, 50 учителів, 117 батьків і 360 учнів підписали петицію щодо цієї заборони. Через страх та відсутність знань про СНІД директор школи, а пізніше шкільна рада, піддались цьому тиску. Родина Раяна подала позов із проханням скасувати рішення. Спочатку до окружного суду США в Індіанаполісі, однак суд відмовився слухати цю справу допоки не буде розв'язане питання адміністративного оскарження. 25 листопада працівник відділу освіти штату Індіана постановив, що школа повинна дотримуватися інструкцій Ради охорони здоров'я штату Індіана і що Раяну потрібно дозволити відвідувати школу.
Способи зараження ВІЛ не були повністю зрозумілі до середини-кінця 1980-х років. Вчені знали, що зараження здійснюється через кров і не передається звичайним контактом. Та у 1983 році Американська медична асоціація подала факт існування доказів про те, що СНІД може легко передаватися. Діти із СНІДом зустрічались рідко. Центрам контролю та профілактики захворювань було відомо 148 випадків захворювання дітей у США. Багато сімей у штаті вважали, що Вайт небезпечний. У лютому 1986 йому дозволили повернутися до школи на один день, однак 151 із 360 учнів того дня залишились вдома. Він також працював газетярем, і багато людей скасували підписки на газети, вважаючи, що ВІЛ може передаватися через папір.
Відповідальний за здоров'я у штаті Індіана доктор Вудро Маєрс, який мав великий досвід лікування хворих на СНІД у Сан-Франциско, а також Центри контролю та профілактики захворювань заявили про те, що Вайт не несе загрози іншим, але шкільна рада разом із батьками учнів ігнорували їхні заяви. У лютому 1986 року The New England Journal of Medicine опублікував дослідження про 101 людину, які протягом трьох місяців прожили в тісному, але несексуальному контакті з людьми, хворими на СНІД. У висновку зазначили, що ризик зараження був мінімальний або взагалі відсутній, навіть якщо користуватися спільними зубними щітками, бритвами, одягом, гребінцями та стаканами для пиття; спати в одному ліжку; обійматись і цілуватись.
Коли Вайта нарешті прийняли до школи, то деякі сім'ї забрали своїх дітей зі школи. Існували загрози насильства та судових процесів. За словами матері Вайта, люди на вулиці часто кричали Раяну: «ми знаємо, що ти дивний». Редакторам та видавцям «Трибуни Кокомо», які допомагали Вайту інформацією та грошима, загрожували смертю за свої дії.
Вайт відвідував західну середню школу у восьмому класі протягом 1986—87, але був глибоко нещасний і мав мало друзів. Школа вимагала, щоб він користувався одноразовим посудом, санвузлами та відмовився від занять у спортзалі. Загрози тривали. Коли кулею вистрілили через вікно його вітальні (в той час нікого не було вдома), сім'я вирішила залишити Кокомо. Закінчивши навчальний рік, вони переїхали до Сісеро, штат Індіана, де він записався до середньої школи Hamilton Heights, в Аркадії, штат Індіана. 31 серпня 1987 року «дуже знервованого» Раяна привітав директор школи Тоні Кук, керівник шкільної системи Боб Г. Карнал та трохи учнів, які володіли знаннями щодо СНІДу і не боялися потиснути руку Раяну.

## Національний представник
Публікація про СНІД у Раяна Вайта зробила його центром уваги у засобах масової інформації. З1985 по 1987 рік кількість новин про СНІД в американських ЗМІ збільшилась вдвічі. Вайт часто з'являвся на національному телебаченні та в газетах, щоб розповісти про свої хвилювання щодо хвороби та ізоляції від школи. Врешті-решт, він став дитиною-плакатом для кризи СНІДу, з'явившись для збору коштів та освітніх кампаній щодо синдрому. Вайт брав участь у численних суспільних програмах для дітей із СНІДом. Багато відомих людей з'являлися в його житті та надавали допомогу людям, хворим на СНІД. Співаки Джон Мелленкамп, Елтон Джон та Майкл Джексон, актор Мет Фрівер, водолаз Грег Луганіс, президент Рональд Рейган та перша леді Ненсі Рейган, хірург Еверетт Куп, тренер з баскетболу в університеті Індіани Боб Найт та баскетболіст Карім Абдул-Джабар подружились із Вайтом. Він також товаришував із дітьми, котрі хворіли та знаходились у стані виснаження.
За все життя Вайт часто виступав у ток-шоу Філа Донахю. Знаменитість Алісса Мілано з популярного тоді телешоу «Хто бос?», зустрілась із Вайтом і подарувала йому браслет про дружбу та поцілунок. Елтон Джон дав у борг Жанні Вайт 16 500 доларів США для першого внеску у дім Сісеро, та замість того, щоб забрати борг собі, він віддав ці гроші фонду для лікування сестри Вайта. У середній школі Вайт їздив на червоному Ford Mustang GT 1988 року, який йому подарував Майкл Джексон. Попри славу та пожертви, Раян Вайт говорив, що не любить публічної уваги, ненавидить зауваження, якими звинувачують його матір та виховання у своїй хворобі, та наголосив, що він буде готовий у будь-який момент продати свою славу за свободу від хвороби.
У 1988 році Раян Вайт виступив перед комісією президента з питань епідемії ВІЛ. І розповів комісії про дискримінацію, з якою він стикався, коли вперше намагався повернутися до школи. Раян Вайт наголосив на досвіді роботи у Кокомо та Сісеро як прикладу про силу та важливість знань про СНІД.
У 1989 році ABC на телеекранах з'явився фільм «Історія Раяна Вайта», в якому знявся Лукас Хаас як Раян, Джудіт Лайт як Жанна і Нікі Кокс як його сестра Андреа. Раян Вайт був у ролі «Чаду» у фільмі, і він грав хлопчика, який також страждає на ВІЛ. І так знайомиться з Хаосом. Сара Джессіка Паркер грала симпатичну медсестру, Джорджа Дзундза — лікаря та Джорджа К. Скотта — адвоката Раяна, який юридично сперечався проти школи. За підрахунками Нільсона фільм побачили 15 мільйонів. Деякі жителі штату вважали, що фільм засуджує їх за свої дії проти Вайта. Після виходу фільму в офіс мера Кокомо Роберта Ф. Саргентз приїхали люди з усієї країни, хоча Роберт Саргент не був обраний на посаду під час суперечки.
На початку 1990 року Вайту ставало гірше. Під час останнього публічного виступу він провів Партію «Оскар» з колишнім президентом Рональдом Рейганом та його дружиною Ненсі Рейган у Каліфорнії. Попри свій погіршений стан, Раян Вайт розмовляв з Рейганами про побачення на випускному та ділився сподіваннями відвідувати коледж.

## Смерть
|                                                 | «Ми зобов'язані переконатися, що страх і невігластво, які переслідували його з дому та школи, будуть ліквідовані. Ми зобов'язані відкрити свої серця і розум перед тими, хто страждає на СНІД. Ми зобов'язані бути співчутливими, турботливими та толерантними до людей, які хворіють на СНІД, до їхніх сімей та друзів. Це лякає хворобу, а не людей, які її мають». |
| — Президент Рональд Рейган. 11 квітня, 1990 рік | |

29 березня 1990 р. Раян Вайт потрапив в лікарню для дітей в Індіанаполісі з інфекцією дихальних шляхів. Коли стан погіршився, його приспали та під'єднали до вентилятора. Його відвідав Елтон Джон, і лікарню залили дзвінки доброзичливих. Він помер 8 квітня 1990 р.
Похорон 11 квітня відвідали понад 1500 людей. Це був єдиний захід, який відбувся у Другій пресвітеріанській церкві на вулиці Меридіан в штаті Індіанаполіс. Партнерами стали Елтон Джон, футбольна зірка Хауї Лонг та Філ Донахю. Елтон Джон виконав під час похорону «Скайлайн голуб». На похороні також були присутні Майкл Джексон та Барбара Буш. Того дня Рональд Рейган написав данину Раяну, яка з'явилась у The Washington Post. Заява Рейгана про СНІД та похорон розглядалися як показник того, наскільки сильно Раян Вайт допоміг змінити уявлення про СНІД.
Він похований у Сісеро, недалеко від будинку своєї матері. Через рік після його смерті могилу було обстріляно чотири рази. З часом могила стала святинею для його шанувальників.

## Спадщина
Раян Вайт був одним з небагатьох високопомітних людей із СНІДом у 1980-х та на початку 1990-х, які допомогли змінити сприйняття суспільством цієї хвороби. Він разом з актором Роком Хадсоном був одним із найдавніших публічних облич СНІДу. Інші ВІЛ-інфіковані громадські діячі, серед яких Кіт Харінг, Холлі Джонсон, Фредді Меркьюрі, брати Рей, Меджік Джонсон, Луганіс, Артур Еш, Liberace, Eazy-E, Ентоні Перкінс, Ренді Шілтс, Ріккі Вілсон, Хаза, Роберт Рід та Джеррі Сміт. Раян Вайт допоміг підвищити рівень обізнаності громадськості про те, що ВІЛ/СНІД — значна епідемія.
Після смерті сформувались численні благодійні організації. Танцювальний марафон університету Індіани, розпочатий у 1991 році, збирає гроші на дитячу лікарню Райлі. У період з 1991 по 2016 рік ця подія допомогла зібрати понад 28 мільйонів доларів для дітей в місті Райлі. Зібрані гроші також допомогли відкрити інфекційну клініку, щоб опікуватися найбільш хворими дітьми в країні. Особистий лікар Раяна, з яким вони були близькими друзями, доктор Мартін Клейман, став професором педіатрії в Медичній школі університету Індіани в штаті Індіанаполіс. В інтерв'ю 1993 року відомий активіст за права геїв та проти СНІДу Ларрі Крамер сказав: «Я думаю, що маленький Раян Вайт, ймовірно, зробив більше, щоб змінити обличчя цієї хвороби та зрушити людей із місця, ніж хтось інший. І він досі присутній через свою маму Жанну Вайт. Вона неймовірно зворушлива, коли говорить з усім світом».
У 1992 році мати заснувала національний некомерційний фонд Раяна Вайта. Фонд працював над підвищенням обізнаності з питаннями, пов'язаними з ВІЛ/СНІДом, з акцентом на гемофіліків та на сім'ї, які піклуються про родичів із захворюванням. Фонд діяв впродовж 90-х років, коли пожертви сягали 300 000 доларів на рік у 1997 році. У період між 1997 і 2000 роками пожертви на СНІД знизилися по всій країні на 21 %, і Фонд зменшив пожертви на 100 000 доларів на рік. У 2000 році мати Раяна віддали кошти в «Дію проти СНІДу», більшу благодійну організацію. Вона стала речницею боротьби зі СНІДом і продовжує влаштовувати виступи через сайт, присвячений її синові, ryanwhite.com [Архівовано 6 серпня 2020 у Wayback Machine.]. У середній школі Вайта, Гамільтон-Хайтс, проводилася щорічна зустріч щодо боротьби зі СНІДом, а кошти направлялися на фонд стипендій Раяна Вайта.
Смерть Вайта надихнула Елтона Джона на створення фонду Елтона Джона проти СНІДу. Він також надихнув на створення популярних пісень. Елтон Джон пожертвував кошти від «Останньої пісні», яка з'явилася в його альбомі «Один», фонду Раяна Вайта в лікарні Райлі. Майкл Джексон присвятив пісню «Gone Too Soon» зі свого «Небезпечного альбому» Раяну, як і попзірка Тіффані 1980-х років з піснею «Here in My Heart» в альбомі «New Inside». У листопаді 2007 року Дитячий музей Індіанаполіса відкрив виставку під назвою «Сила дітей: змінити світ на краще», яка містить експонат і продовжує розвиватися. Там також є спальня Вайта та речі разом з подібними данинами Енн Франк і Рубін Мости.

### Раян Вайт та сприйняття громадськістю СНІДу
На початку 1980-х років СНІД був відомий як імунодефіцит, пов'язаний з геями, тому що цю хворобу вперше було виявлено серед гомосексуальних спільнот у Лос-Анджелесі, Нью-Йорку та Сан-Франциско. На початку епідемії ВІЛ/СНІД у Сполучених Штатах це захворювання вважалося «гомосексуальною проблемою» значною мірою його ігнорувалось політикою. Діагноз Вайта багатьом продемонстрував, що СНІД не є суто захворюванням гомосексуальних людей. Здійснювана над хворобою пропаганда ігнорувала будь-яку критику гомосексуальності.

Деякі вважали Раяна «невинною жертвою» епідемії СНІДу. Він та його родина рішуче відкидали мову «невинної жертви», оскільки ця фраза часто використовувалася для того, щоб сказати, що геї із СНІДом «винні». Мати Раяна розповіла The New York Times, 
 Раян завжди говорив: «Я такий же, як і всі, хто хворіє на СНІД, незалежно від того, як я ним заразився». Люди, з якими ми познайомились у Нью-Йорку, переконалися, що ми знали про останні способи лікування хвороби. Я чую, що мамі сьогодні говорять, що не збираються працювати з жодною гей-спільнотою. Ну, якщо мова йде про життя вашого сина, то краще почніть змінювати своє серце і своє ставлення навколо. 

### Закон про за про Раяна Вайта

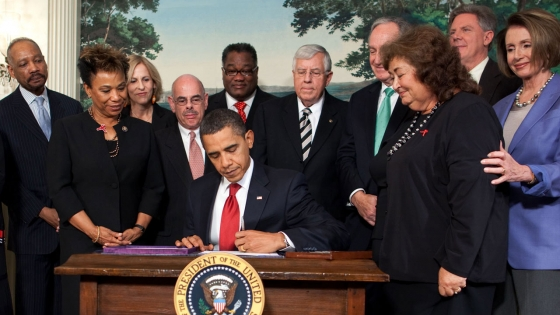
Президент Барак Обама підписав Закон про продовження лікування ВІЛ/СНІДу Раяна Вайта 2009 року.

У серпні 1990 р., через чотири місяці після смерті Раяна Вайта, Конгрес прийняв на його честь Закон про надзвичайні ситуації зі СНІДом. Цей акт є найбільшою у США федеральною програмою для людей, які живуть з ВІЛ/СНІДом. Він надає фінансову підтримку хворим СНІДом та їхнім сім'ям з низьким рівнем доходу, незастрахованим та малозабезпеченим.
Програми оплачують лікування, коли інших ресурсів немає. Повторний закон був підписаний у 1996, 2000, 2006 та 2009 роках і на сьогодні залишається дієвим. За допомогою програми лікуються 500 000 людей на рік, а у 2004 році вона надала кошти ще 2567 організаціям. Програми Раяна Вайта також надають фінансування та технічну допомогу місцевим та державним постачальникам першої медичної допомоги, службам підтримки, постачальникам медичних послуг та навчальним програмам.
Закон Раяна Вайта мав діяти до 30 вересня 2009 року, однак президент Барак Обама продовжив його дію.